# Iassus dorsalis
Iassus dorsalis är en insektsart som beskrevs av Matsumura 1912. Iassus dorsalis ingår i släktet Iassus och familjen dvärgstritar. Inga underarter finns listade i Catalogue of Life.